# گرآتر کیوتو
گرآتر کیوتو (به لاتین: Greater Kyoto) یک منطقه کلان‌شهری در ژاپن است که در استان کیوتو واقع شده‌است. گرآتر کیوتو  ۲٬۶۷۹٬۰۹۴ نفر جمعیت دارد.